# Innocenza e turbamento
Innocenza e turbamento è un film del 1974 diretto da Massimo Dallamano.

## Trama
Un giovane seminarista torna in famiglia per riflettere sulla sincerità della sua vocazione mistica. Qui, nella provincia amena siciliana, si trova in un ambiente saturo di tentazioni e il più accanito in questo senso è suo nonno don Salvatore, affetto da satiriasi. Quando l'uomo muore, è donna Carmela, la matrigna, a dissuadere il giovane seminarista dall'idea religiosa.

## Produzione

### Riprese
Le riprese si sono svolte presso il castello degli schiavi di Fiumefreddo di Sicilia, nella città metropolitana di Catania.